# Шехзаде Мехмед (син Сулејмана Величанственог)
Принц Мехмед (тур. Şehzade Mehmed; 1521 — 1543) био је син Сулејмана Величанственог и његове супруге султаније Хурем.

## Биографија
Рођен је крајем 1521. године у Истанбулу као најстарији син Сулејмана I и његове супруге Хурем-султаније.
У јуну 1530. године, у престоници је организована прослава поводом обрезивање Мехмеда, и његове браће Мустафе и Селима.
У мају 1537. године, он и његов брат шехзаде Селим придружили су се свом оцу у његовом походу на Крф. Њихово присуство у војном походу пренело је поруку династичког континуитета. Године 1540. султан је повео њега и Селима са собом да презиме у Једрену. У јуну 1541. он и Селим поново су пратили свог оца у његовом походу на Будим.
Сулејман је волео и фаворизовао Мехмета, и именовао га за наследника супротно традицији. Убрзо након њиховог повратка из Будима у октобру 1541. Сулејман га је, утицајем султаније Хурем, именовао за намесника Манисе. Пре именовања, шехзаде Мустафа је пребачен из Манисе у Амасију. Мехмед је званично почео да обавља дужност намесника Манисе у новембру 1541.
По први пут у историји османског царства, мајка није ишла са својим сином у назначену покрајину. Регистар Манисе указује да је она ипак посетила Мехмеда 1543. године, као и свог млађег сина, шехзаде Селима, у Коњи.
У августу 1543. године, родила се ћерка шехзаде Мехмета, Хумашах-султанија. 
Мехмед се разболео током јавних свечаности одржаних у част последњег војног похода његовог оца у Маниси. Умро је убрзо након тога, 7. новембра 1543. године од малих богиња. Након Мехмедове смрти, Сулејман је дао да чувени царски архитекта Мимар Синан сагради Принчеву џамију у Истанбулу у знак сећања на шехзаде Мехмеда. Такође, Сулејман је компоновао елегију за Мехмеда и завршио песму стихом „Најугледнији од принчева, мој султане Мехмеде“.